# Hispano-Suiza 30–40 HP
Der Hispano-Suiza 30–40 HP ist ein Pkw-Modell. La Hispano-Suiza stellte die Fahrzeuge im spanischen Barcelona her.

## Beschreibung
Die Fahrzeuge wurden von 1911 bis 1915 produziert. Davon abweichend ist aber auch der Zeitraum von 1910 bis 1914 angegeben.
Das Fahrzeug löste den Hispano-Suiza 20–30 HP ab. Der Vierzylindermotor war allerdings etwas größer. 100 mm Bohrung und 150 mm Hub ergaben 4712 cm³ Hubraum. Der wassergekühlte Motor leistete 45 PS. Er war vorn im Fahrgestell eingebaut und trieb über eine Kardanwelle die Hinterachse an.
Im Vereinigten Königreich wurde das Fahrzeug auch 30/40 HP genannt und war mit 24,8 RAC Horsepower eingestuft.
Das Fahrgestell hatte wahlweise 300 cm oder 325 cm Radstand. Es wog 800 kg. Die Spurweite betrug einheitlich 140 cm. Bekannt sind Doppelphaeton und Landaulet.

## Produktionszahlen
Die Statistik ist bei einigen Jahren vermutlich nicht vollständig. 1911 entstanden 73 Fahrzeuge und im Folgejahr 37. Von 1913 bis 1914 wurden mindestens 30 Fahrzeuge gefertigt und 1915 weitere 6. In der Summe sind das mindestens 146 Fahrzeuge. Eine andere Quelle nennt 170 Fahrzeuge.